# عارف العارف
عارف العارف (1891 – 30 يوليو 1973)، صحفي ومؤلف ومؤرخ وسياسي فلسطيني من عائلة مقدسية الأصل . ولد في القدس عام 1891، درس في إسطنبول وانضم إلى المنتدى الأدبي حتى التحق بالجيش العثماني في الحرب العالمية الأولى. فتم أسره وقضى ثلاث سنوات في سجن لأسرى الحرب في كراسنويارسك بسيبيريا، حيث هرب من هناك بعد الثورة الروسية وعاد إلى فلسطين.
حرر عارف العارف أول صحيفة وطنية فلسطينية نشرت بعد الحرب العالمية الأولى وهي جريدة سوريا الجنوبية التي صدرت في القدس منذ عام 1919، طرح العارف وصفحات الجريدة توجها بمواجهة عسكرية ولكن ليس عنيفة أو دموية ضد الصهيونية، وخليط من توجهات سياسية لوحدة شامية (سورية) ووحدة عربية ووطنية فلسطينية. اعتقله الإنجليز عام 1920 بعد أعمال العنف في ذلك العام. هرب ورفيق له هو الحاج أمين الحسيني إلى سوريا. وحكم عليه غيابيا بعشرة سنوات بتهمة التحريض على أعمال العنف. تم إغلاق جريدة سوريا الجنوبية على يد الإنجليز عام 1920. عاد العارف إلى فلسطين عام 1929. حيث أصبح قائم مقام تحت الانتداب البريطاني بين عامي 1933 و 1948.
بعد تقسيم فلسطين عام 1948 خدم كضابط وزاري، في الحكومة الأردنية وأصبح رئيس بلدية القدس بين العامين 1950 و1955 وفي عام 1963 عين مديرا لمتحف روكفيلير في القدس.

## كتاباته
تاريخ بئر السبع وقبائلها (توجد منه نسخة تحمل توقيع المؤلف بتاريخ 27 أغسطس 1941 في مكتبة الدكتور أكرم حمدان الخاصة في منزله بلندن)،
- المفصل في تاريخ القدس.
- الموجز في تاريخ القدس.
- تاريخ الحرم القدسي، 1947م.
- تاريخ غزة، 1943م.
- القضاء بين البدو، 1933م.
- المسيحية في القدس.
- الموجز في تاريخ عسقلان، 1943م.
- نكبة فلسطين والفردوس المفقود في خمسة مجلدات، وغيرها من المؤلفات والترجمات.

## الوفاة
توفي عارف العارف في 30 يوليو عام 1973 في رام الله.